# Jean-Marie Ritay
Jean-Marie Ritay (Portet, 25 de octubre de 1761-Ibidem, 12 de abril de 1819) fue un general de brigada del ejército del Primer Imperio francés.
Alcanzó el rango de jefe de brigada el 26 de julio de 1799. En 1803 fue ascendido a coronel y el 14 de junio de 1804 fue nombrado oficial de la Legión de Honor. El 24 de diciembre de 1805 fue nombrado general de brigada.
En mayo de 1808 fue destinado a los Pirineos al mando de la Legión Portuguesa. El 9 de junio de ese mismo año, en respuesta a la invasión del Hospicio de Luchon por los hombres de Benasque, atacó el valle de Broto, tomando Torla y llegando hasta las cercanías del mismo Broto. Tras un acuerdo con Melchor de Santamaría, comandante de la Compañía de Voluntarios del Valle, Ritay se retiró a cambio de no causar daño alguno a los locales.